# قائمة الهجمات الصاروخية الفلسطينية على إسرائيل 2015
فيما يلي قائمة بهجمات الصواريخ وقذائف الهاون على إسرائيل في عام 2015.. انطلقت جميع الهجمات من قطاع غزة، ما لم يذكر خلاف ذلك.
في أغسطس 2014، انتهت الحرب على غزة 2014 بعد إطلاق 4594 صاروخًا وقذيفة هاون باتجاه إسرائيل. منذ نهاية العملية دخل حيز التنفيذ وقف غير رسمي لإطلاق النار بين إسرائيل وحماس.

## يناير
لم تكن هناك هجمات صاروخية فلسطينية على إسرائيل في يناير.

## فبراير
لم تكن هناك هجمات صاروخية فلسطينية على إسرائيل في فبراير.

## مارس
لم تكن هناك هجمات صاروخية فلسطينية على إسرائيل في مارس.

## أبريل
في أبريل، أطلق فلسطينيون صاروخًا واحدًا على إسرائيل.
23 أبريل
في 23 أبريل)، في يوم استقلال إسرائيل الـ 67، أُطلق صاروخ من قطاع غزة على إسرائيل. أصاب الصاروخ حقلًا مفتوحًا في منطقة شاعر هنيغف بالقرب من سديروت، ولم يتسبب في وقوع إصابات أو أضرار.

## مايو
في مايو اطلق فلسطينيون صاروخا واحدا على إسرائيل.
26 مايو
في 26 مايو، سقط صاروخ غراد في جان يفني، وهي مدينة تقع شرق أسدود. ولم ترد في البداية أي تقارير عن وقوع إصابات أو أضرار. رداً على الهجوم، صدرت أوامر بإغلاق 14 مدرسة و 56 مركزاً للرعاية النهارية في أسدود لا تحتوي على ملاجئ محصنة.

## يونيو
في يونيو، أطلق فلسطينيون ثلاثة صواريخ على إسرائيل.
4 يونيو
في حوالي الساعة 11:00 مساءً، انطلقت صفارات الإنذار حول عسقلان ونتيفوت، وأُطلق صاروخان من غزة باتجاه إسرائيل وانفجرا بالقرب من هاتين المدينتين، أحدهما في مجلس سدوت النقب الإقليمي والآخر بالقرب من عسقلان. ولم ترد أنباء عن وقوع إصابات أو أضرار. ورد الجيش الإسرائيلي بشن غارات جوية على معسكرات تدريب حماس في غزة.
6 يونيو
في حوالي الساعة 21:40 مساءً، سُمعت صفارات الإنذار حول مدينة عسقلان، وأُطلق صاروخ من غزة باتجاه إسرائيل وانفجر بالقرب من عسقلان. لم يتم الإبلاغ عن إصابة أو ضرر. ردا على ذلك، هاجم الجيش الإسرائيلي منشأة تدريب تابعة لحماس.
11 يونيو
حوالي الساعة 22:01، سُمعت صفارات الإنذار في محيط مدينة عسقلان، حيث أُطلق صاروخ من غزة باتجاه إسرائيل وسقط على مسافة قصيرة في غزة.
23 يونيو
حوالي الساعة 22:04 دقت صفارات الإنذار حول مجلس حوف عسقلان الإقليمي، وأطلق صاروخ من غزة باتجاه إسرائيل وانفجر في المجلس. لم يتم الإبلاغ عن إصابة أو ضرر. وردا على ذلك شن الطيران الإسرائيلي غارة جوية على منصة إطلاق صواريخ شمال غزة.
28 يونيو
في حوالي الساعة 23:14، انطلقت صفارات الإنذار حول حوف عسقلان، وأطلق صاروخ من غزة باتجاه إسرائيل وسقط لفترة قصيرة في غزة.

## يوليو
في يوليو، أطلق فلسطينيون صاروخًا واحدًا على إسرائيل.
16 يوليو
في حوالي الساعة 2:00 فجراً، دوت صفارات الإنذار حول حوف عسقلان، وأطلق صاروخ من غزة باتجاه إسرائيل وانفجر في المجلس. ولم ترد أنباء عن وقوع إصابات أو أضرار. ورد الجيش الإسرائيلي بشن غارات جوية على البنية التحتية التابعة لحماس.

## أغسطس
في أغسطس، أطلق فلسطينيون ثلاثة صواريخ على إسرائيل.
7 أغسطس
حوالي الساعة 2:00 مساء اليوم أطلقت ثلاث قذائف هاون من غزة باتجاه إسرائيل، وسقطت واحدة داخل الأراضي الإسرائيلية في منطقة إشكول. وسقط الاثنان الآخران داخل غزة. لم تطلق صفارات الإنذار ولم يبلغ عن وقوع إصابات أو أضرار. وهذا الحدث هو الثالث خلال هذا الأسبوع من محاولات إطلاق النار على إسرائيل، حيث سقطت محاولات إطلاق نار سابقة في غزة.
20 أغسطس
حوالي الساعة 6:00  مساء اليوم أطلقت خمس قذائف هاون من سوريا على إسرائيل، وسقطت أربع قذائف داخل الأراضي الإسرائيلية ومرتفعات الجولان. وسقط اثنان في منطقة الجليل الأعلى والاثنان الآخران في منطقة مرتفعات الجولان. تسببت الصواريخ في نشوب حرائق في الحقول التي سقطت فيها. عزا الجيش الإسرائيلي الهجوم إلى حركة الجهاد الإسلامي الفلسطينية وحمل الحكومة السورية المسؤولية. في المساء نفسه، رد الجيش الإسرائيلي بضربات على مواقع سورية، وفي صباح اليوم التالي استهدف سلاح الجو السيارة التي قال إن عناصر الجهاد الإسلامي الفلسطينية الذين أطلقوا الصواريخ كانت بداخلها، مما أسفر عن استشهاد أربعة. وقال المتحدث باسم الجماعة، داود شهاب، إنهم ليسوا وراء الهجمات الصاروخية. وقال مسؤولون سوريون إن القتلى الخمسة مدنيون.
27 أغسطس
قرابة الساعة 00:00 سقط صاروخ واحد أطلق من غزة في منطقة مفتوحة في مجلس إشكول الإقليمي، دون أن يتسبب في إصابات أو أضرار. لم يصدر أي إنذار. ورد الطيران الإسرائيلي بقصف موقع لتصنيع الأسلحة تابع لحركة حماس في وسط غزة.

## سبتمبر
في سبتمبر، أطلق فلسطينيون أربعة صواريخ على إسرائيل.
1 سبتمبر
حوالي 5:21 انطلقت صفارات الإنذار في حوف عسقلان. سقط صاروخ قصير في غزة. وقع الهجوم في يوم افتتاح العام الدراسي الإسرائيلي.
18 سبتمبر
حوالي الساعة 8:30 في مساء اليوم، انفجر صاروخ أطلق من غزة في سديروت، وألحق أضرارا بمنزل وحافلة قريبة، لكن لم تقع إصابات.
حوالي الساعة 11:30 مساءً، تم اعتراض صاروخ واحد فوق عسقلان من قبل نظام الدفاع الصاروخي الإسرائيلي القبة الحديدية، لأول مرة منذ الحرب على غزة 2014، بعد ثلاث ساعات فقط من الهجوم الصاروخي على سديروت.
21 سبتمبر
حوالي الساعة 4:00، اطلق صاروخ واحد من قطاع غزة وانفجر في منطقة مكشوفة في منطقة إشكول. لم تطلق صفارات الإنذار ولم يبلغ عن وقوع إصابات.
29 سبتمبر
حوالي الساعة 10:50 مساءً، اعترض نظام القبة الحديدية للدفاع الصاروخي الإسرائيلي صاروخًا واحدًا فوق أسدود.

## أكتوبر
في أكتوبر، أطلق فلسطينيون خمسة صواريخ على إسرائيل.
4 أكتوبر
حوالي 11:30 مساء، اطلق صاروخان من قطاع غزة أحدهما انفجر في منطقة مفتوحة في منطقة إشكول. والثاني فشل في عبور الحدود وسقط في غزة.
10 أكتوبر
قرابة الساعة 00:50 صباحا، سقط صاروخ واحد أطلق من غزة داخل إسرائيل في منطقة مفتوحة بالقرب من الحدود. دوت صفارات الإنذار في منطقة إشكول. لم يبلغ عن إصابات أو أضرار.
حوالي الساعة 11:00 مساءً، تم اعتراض صاروخ واحد فوق عسقلان من قبل نظام الدفاع الصاروخي الإسرائيلي "القبة الحديدية".
11 أكتوبر
قرابة الساعة 8:50 مساءً، سقط صاروخ أطلق من غزة على جنوب إسرائيل، وسقط قصيرًا في غزة.
قرابة الساعة 11:00 مساءً، سقط صاروخ أطلق من غزة داخل إسرائيل في منطقة مفتوحة في منطقة إشكول. ولم ترد أنباء عن وقوع إصابات.
17 أكتوبر
اكتشفت قوات الجيش الإسرائيلي صاروخا أطلق من قطاع غزة وسقط في منطقة مفتوحة في إسرائيل. قام سلاح الهندسة بإبطال مفعول القذيفة.
21 أكتوبر
حوالي الساعة 6:52 مساء، سقط صاروخ اطلق من غزة في منطقة مفتوحة في مجلس شاعر هنيغف الإقليمي.
26 أكتوبر
حوالي الساعة 7:05 مساء، سقط صاروخ اطلق من غزة في منطقة مفتوحة في مجلس شاعر هنيغف الإقليمي.

## نوفمبر
8 نوفمبر
حوالي الساعة 7:29 مساء، سقط صاروخ أطلق من غزة في منطقة مفتوحة في مجلس شاعر هنيغف الإقليمي.
17 نوفمبر
في المساء سقط صاروخ أطلق من غزة بالقرب من الشريط الحدودي.
23 نوفمبر
في الساعات الأولى من صباح اليوم، سقط صاروخ أطلق من غزة في منطقة مكشوفة في المجلس الإقليمي إشكول.

## ديسمبر
13 ديسمبر
حوالي الساعة 8:08 مساء، سقط صاروخ أطلق من غزة في منطقة مفتوحة في مجلس شاعر هنيغف الإقليمي.
17 ديسمبر
حوالي الساعة 6:41 مساءً، أُطلقت ثلاثة صواريخ من غزة، سقط أحدها في منطقة مفتوحة في المجلس الإقليمي شاعر هنيغف، وسقط اثنان خارج إسرائيل. قبل يوم واحد من انفجار عبوة ناسفة في دورية للجيش الإسرائيلي دون التسبب في إصابات.